# Tetrorea
Tetrorea is een kevergeslacht uit de familie van de boktorren (Cerambycidae). De wetenschappelijke naam van het geslacht werd voor het eerst geldig gepubliceerd in 1846 door White.

## Soorten
Tetrorea omvat de volgende soorten:
- Tetrorea cilipes White, 1846
- Tetrorea discedens Sharp, 1882
- Tetrorea longipennis Sharp, 1886
- Tetrorea sellata Sharp, 1882